# Machaerina flexuosa
Machaerina flexuosa är en halvgräsart som först beskrevs av Johann Otto Boeckeler, och fick sitt nu gällande namn av Johannes Hendrikus Kern. Machaerina flexuosa ingår i släktet Machaerina och familjen halvgräs.

## Underarter
Arten delas in i följande underarter:
- M. f. flexuosa
- M. f. laevinux
- M. f. polyanthemum